# Lukáš Slavetinský
Lukáš Slavetinský (* 30. Juni 1981 in Ústí nad Labem, Tschechoslowakei) ist ein deutsch-tschechischer Eishockeyspieler, der seit 2020 beim VER Selb in der DEL2 unter Vertrag steht.

## Karriere
Der gebürtigen Tschechoslowake kam als Fünfjähriger mit seinen Eltern nach Sonthofen und fand über seinen dort unter Vertrag stehenden Onkel zum Eishockey. Bis zur Knabenmannschaft spielte er für den ERC Sonthofen und wechselte dann zum ESV Kaufbeuren. Für diesen debütierte er während der Saison 1998/99 in der damals viertklassigen 2. Liga Süd, ehe er zu den Erding Jets wechselte. Mit dem auch als German Team auftretenden Verein rückte er vor der Saison 2000/01 aus der Oberliga in die 2. Bundesliga nach, absolvierte allerdings nur 29 Einsätze in der zweiten Spielklasse.
Im Sommer 2001 wechselte Slavetinský zu den Dresdner Eislöwen in die Oberliga, bei denen er mit 33 Scorerpunkten aus 59 Saisonspielen das erste Mal sein Offensivpotenzial zeigte. Für die folgende Spielzeit erhielt er daher einen Vertrag beim EC Bad Tölz aus der 2. Bundesliga, bei denen er jedoch mit der Spielweise nicht zurechtkam unter seinen Möglichkeiten blieb. Daher entschied er sich zu einer Rückkehr in die Oberliga und fand mit dem EV Ravensburg einen neuen Verein, für den er in 54 Saisonspielen 55 Scorerpunkte erzielte und damit neue persönliche Bestmarken aufstellte. Aufgrund dieser Erfolge erhielt er für die folgende Spielzeit einen Vertrag beim EHC Freiburg, bei dem er mit 29 Scorerpunkten seinen Durchbruch in der 2. Bundesliga schaffte. Im Anschluss an die Saison 2004/05 erhielt Slavetinský einen Vertrag bei den Lausitzer Füchsen, für die er bis November 2005 spielte, ehe er suspendiert wurde. Wenige Tage später nahm er bereits am Training der Hamburg Freezers teil und erhielt später einen Kontrakt bis Saisonende.
Während der Vorbereitung auf die Saison 2006/07 erhielt Slavetinský einen befristeten Vertrag beim ERC Ingolstadt, der im November bis zum Saisonende verlängert wurde. Nach Ablauf dieses Vertrages kehrte er in die 2. Bundesliga zurück und wurde von den SERC Wild Wings verpflichtet.
Ab der Saison 2008/09 spielte Slavetinský bei den Ravensburg Towerstars in der 2. Bundesliga. Im Januar 2014 wurde Slavetinský nach Differenzen über die Spieltaktik mit Towerstars-Trainer Petri Kujala vom Spielbetrieb freigestellt, obwohl sein Vertrag bis 2015 lief. Wenige Tage später wurde Slavetinský von den Dresdner Eislöwen bis zum Saisonende verpflichtet, anschließend schloss Slavetinsky eine Rückkehr nach Ravensburg nicht aus, zumal er in der Region ein Haus besitzt.
Nach Ende der Saison 2014/15 bat er die Eislöwen um Auflösung seines laufenden Vertrages und kehrte im Mai 2015 zu den Towerstars zurück. Dort spielte er drei weitere Jahre, ehe er mit 37 Jahren zu seinem Heimatverein ERC Sonthofen zurückkehrte. Dort bekleidet er neben seiner Tätigkeit als Spieler ebenfalls den Posten des Sportlichen Leiters. Nach der Insolvenz des ERC Sonthofen wechselte er 2020 zum VER Selb.

## Erfolge und Auszeichnungen
- 2011 2. Eishockey-Bundesliga-Meister mit den Ravensburg Towerstars

## Karrierestatistik

### International
Vertrat Deutschland bei:
| - U18-Junioren-Europameisterschaft 1998 - U18-Junioren-Weltmeisterschaft 1999 |

(Legende zur Spielerstatistik: Sp oder GP = absolvierte Spiele; T oder G = erzielte Tore; V oder A = erzielte Assists; Pkt oder Pts = erzielte Scorerpunkte; SM oder PIM = erhaltene Strafminuten; +/− = Plus/Minus-Bilanz; PP = erzielte Überzahltore; SH = erzielte Unterzahltore; GW = erzielte Siegtore; 1 Play-downs/Relegation; Kursiv: Statistik nicht vollständig)